# Enkeltlogaritmisk papir
Enkeltlogaritmisk papir er funktionspapir, hvorpå der er tegnet et koordinatsytem. Koordinatsystemets x-akse har almindelig skala, mens y-aksen har logaritmisk skala.
Y-aksens logaritmiske skala er inddelt i dekader, som hver består af ti underinddelinger.
En eksponentialfunktions graf danner en ret linje i et enkeltlogaritmisk koordinatsystem.

## Bog
- Holth, Klaus m.fl. (1987): Matematik Grundbog 1. Forlaget Trip, Vejle. ISBN 87-88049-18-3 s. 179-195

## Eksterne hensvisninger
- Enkeltlogaritmisk papir Arkiveret 18. oktober 2008 hos  Wayback Machine

| Dodekaeder | Spire Denne artikel om geometri er en spire som bør udbygges. Du er velkommen til at hjælpe Wikipedia ved at udvide den. |